# Première enceinte de Bruxelles

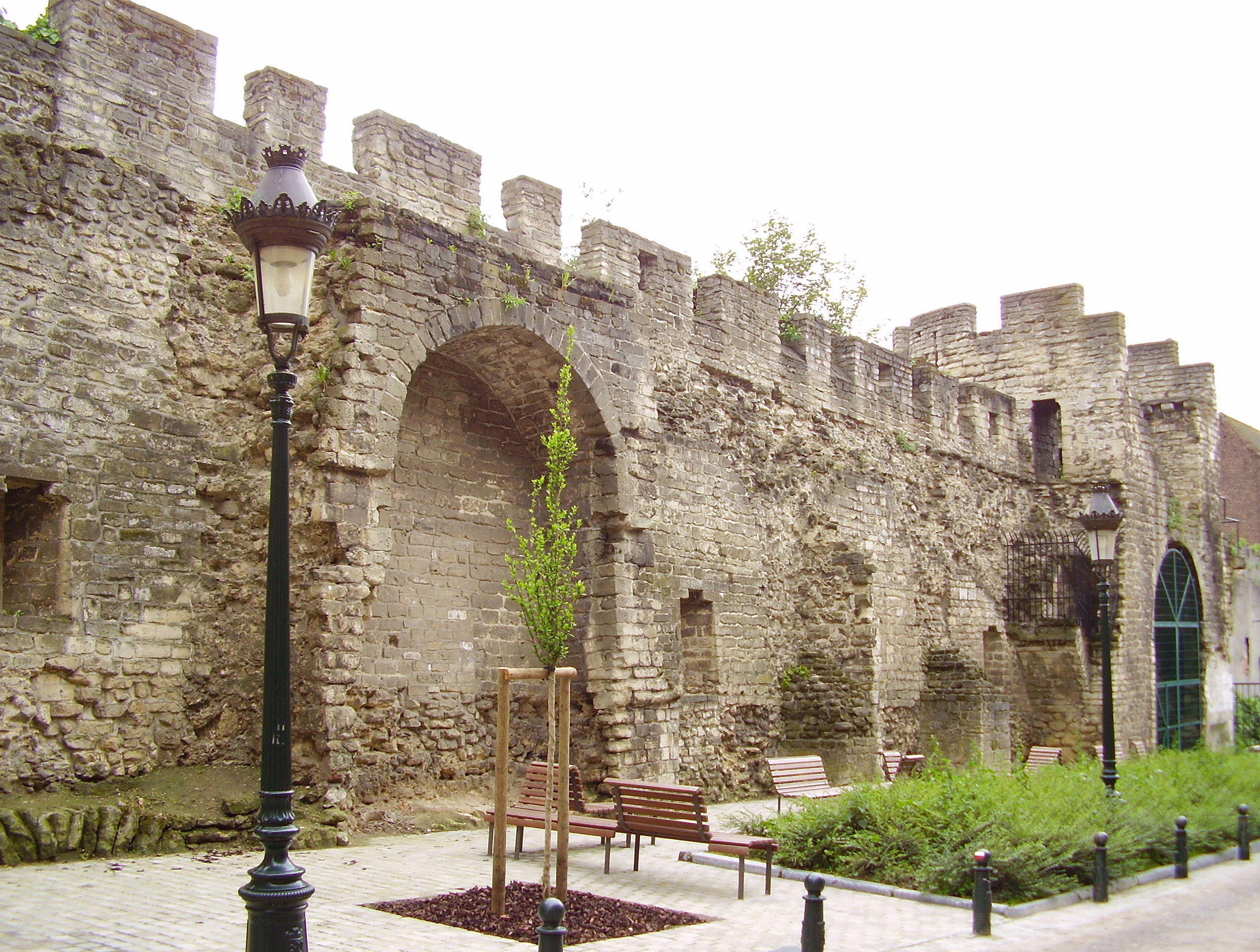
Courtine de Villers (intra-muros).

Grâce aux plans et autres documents anciens, ainsi qu’aux vestiges conservés, le tracé des remparts de la première enceinte de Bruxelles est parfaitement connu. D’une longueur de quatre kilomètres, l’enceinte englobe d’une part le premier lieu de développement de la ville, l’île Saint-Géry et le premier port en bord de Senne et d’autre part les collines du Treurenberg, avec la première collégiale romane Saints-Michel-et-Gudule (XIe siècle), et du Coudenberg avec le château ducal.
L’enceinte, construite à l’aide de pierres et de terre, est composée de piliers à section carrée espacés d’environ quatre mètres et reliés entre eux par des arcades enterrées dans un talus et surmontées d’une muraille percée de meurtrières. Une seconde série d’arcades supporte le chemin de ronde protégé par un parapet à créneaux. La défense du mur est complétée par une quarantaine de tours et par un large fossé qui pouvait être inondé dans certaines parties de la ville. L’accès à la ville étant assuré par sept portes principales et cinq guichets secondaires.
Toutes construites sur le même modèle, les portes ménagent un passage charretier étroit d’environ quatre mètres de large entre deux tours semi-circulaires, reliées au-dessus de la chaussée par un bâtiment droit sous bâtière à pignons, donnant accès au chemin de ronde supérieur des courtines.  La lourde porte de bois, précédée par un pont qui enjambe le fossé, était fermée chaque soir avec un soin jaloux.  Elle pouvait être renforcée d’une herse, de meurtrières ou d’assommoirs.

## Date de construction

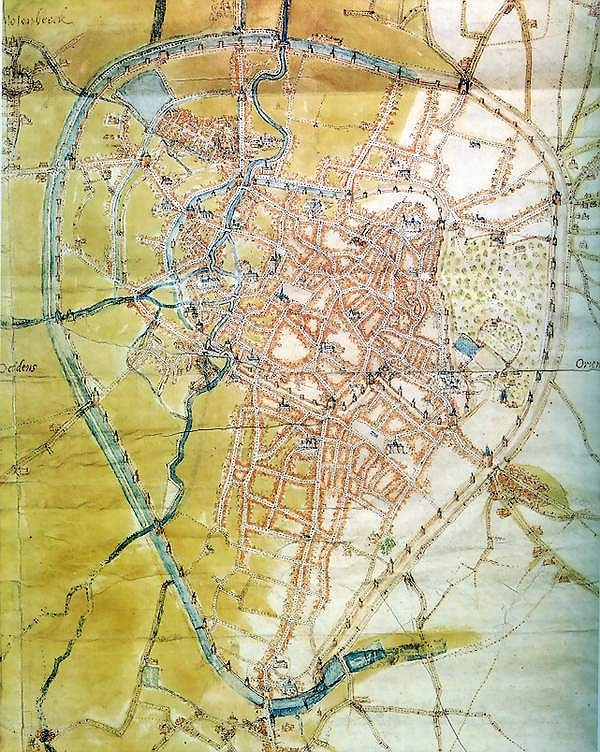
Cette carte de 1555 montre les fortifications de Bruxelles, dont la première enceinte, plus à l'intérieur.

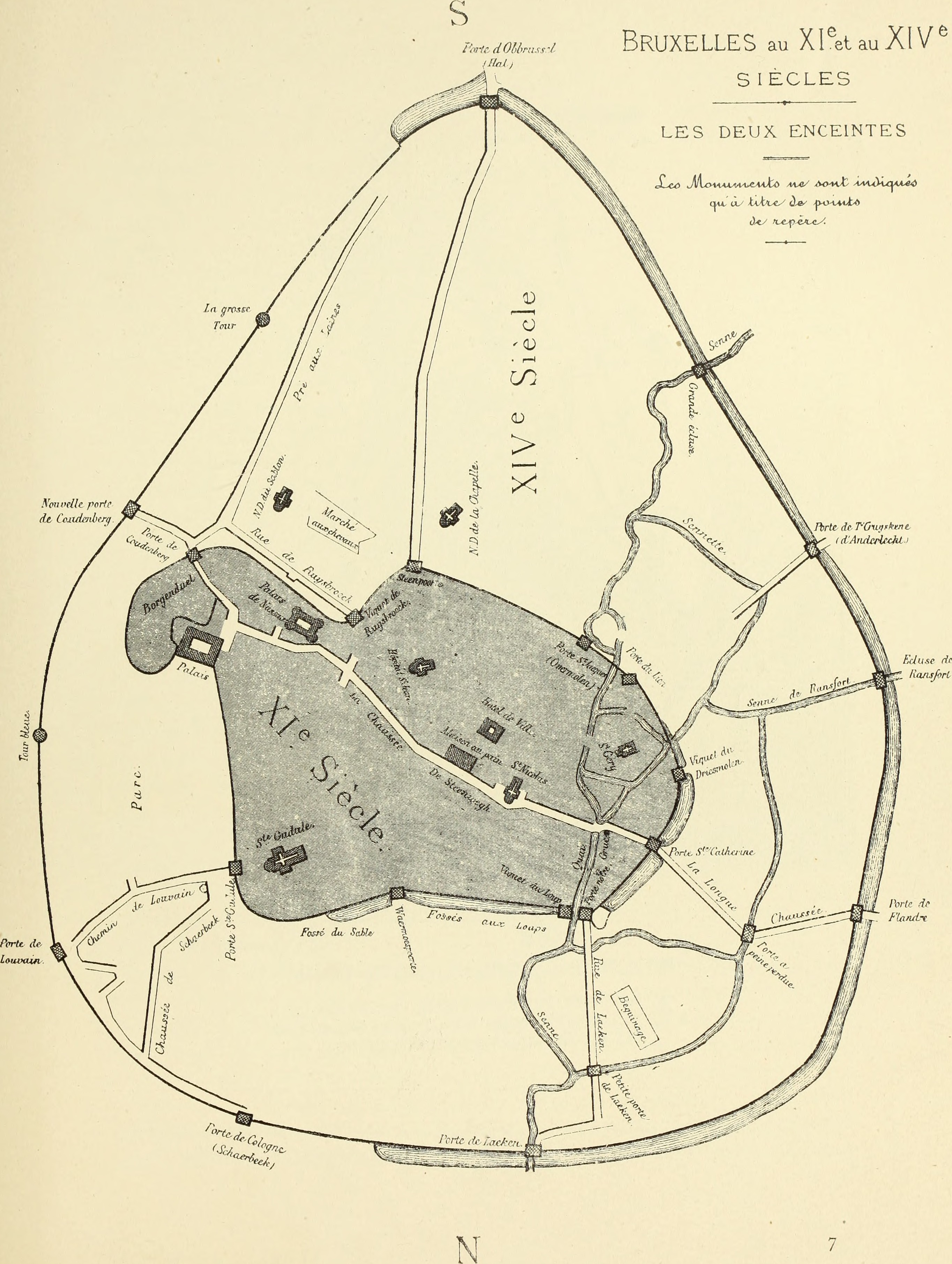
Plan de la première enceinte à l'intérieur du pentagone.

Pour le professeur et médiéviste Paul Bonenfant, la première enceinte de Bruxelles remonte aux environs de l'année 1100 et est sûrement antérieure à l'année 1134, date d'un acte dans lequel il est fait mention d'un oratoire extra muros opidi Bruxellensis. D'autres actes de 1138 et 1141 utilisent les mêmes expressions, qui supposent l'existence autour de l'oppidum de Bruxelles d'une limite bien nette. Et ainsi, poursuit-il, il ne paraît pas que l'on puisse échapper à cette conclusion que dès 1134 existait à Bruxelles un rempart ayant le même tracé que cette enceinte. Paul Combaz, dans son étude sur la restauration de la Tour Noire, écrit que nous sommes d'autant plus porté à attribuer aux premières années du XIIe siècle, la construction de cette enceinte, que l'examen de la muraille, au point de vue de la construction, corrobore notre opinion (...) et estime que l'on peut placer la construction des premiers murs de l'enceinte de Bruxelles entre les années 1100 et 1120.    
Pour d'autres auteurs, notamment Guillaume Des Marez, dont le professeur Bonenfant estime les thèses erronées, l’époque du commencement de la construction de la première enceinte de Bruxelles remonterait au début du XIIIe siècle sous le règne de Henri Ier de Brabant, comte de Louvain et premier duc de Brabant, mais l’édification a pu s’étaler durant plusieurs décennies.
La thèse d'une construction plus tardive est également soutenue par le professeur Georges Despy, acceptant en cela les travaux de l'archiviste et historienne Mina Martens. Il note que l'enceinte de Bruxelles n'est expressément mentionnée qu'aux environs de 1220-1230.
Il est vrai aussi que la controverse sur la construction plus tardive de la première enceinte de Bruxelles naît surtout de l'interprétation du mot oppidum qui peut avoir deux sens : soit une ville emmuraillée (ce que soutient surtout le professeur Bonenfant pour défendre son opinion, même s'il n'ignore pas la double acception du terme), soit une franchise urbaine peuplée de bourgeois (sens que défend le professeur Des Marez, suivi en cela par Mina Martens et Georges Despy). Il faut cependant noter que le rôle nécessairement militaire d'un oppidum a été démontré par Albert Vermeesch, ce qui conforterait la thèse du professeur Bonenfant.

## Désaffectation progressive
Très vite, la ville se sent à l’étroit dans ses murailles, des hameaux sont construits hors des murs. Après la mort de Jean III de Brabant (1355) et le conflit de succession qui en résulte, le comte Louis II de Flandre envahit Bruxelles. Grâce à la révolte menée par Éverard t'Serclaes, les Flamands sont chassés et les Brabançons reprennent la ville.
À la suite de cet épisode, il sera décidé la construction de la seconde enceinte de Bruxelles qui agrandira considérablement l’étendue de la cité.
Les deux fortifications ont longtemps coexisté. Le démantèlement de la première enceinte s’étale selon les quartiers du XVIe au XVIIIe siècle.

## Principaux vestiges
Malgré les démolitions, les vestiges de la première enceinte ne sont pas insignifiants. Les vestiges montrent que la pierre qui a servi à la construction est sans le moindre doute du grès à nummulites variolaria de la partie inférieure de l'étage wemmelien. Ce grès affleure à mi-côte sur les coteaux à l'ouest de Bruxelles, où se reconnaissent des traces évidentes d'anciennes exploitations notamment au lieu-dit Eyckelenberg, à mi-distance entre Berchem-Sainte-Agathe et Dilbeek, à Dilbeek, près du château, au sud de Schepdael, au sud d'Assche, etc.
On compte les éléments de huit tours et d’une bonne dizaine de murailles ainsi que les traces de deux portes. La plupart ont échappé à la pioche grâce à leur intégration au cours du temps dans d’autres constructions en tant que fondations ou murs de maisons ou d’immeubles. Si certains ont été dégagés et sont aujourd’hui visibles de la voie publique, la plupart ne sont pas accessibles.
- La courtine et la tour de Villers : long tronçon de muraille entre la rue des Alexiens (extra-muros) où il n’est visible que d’une cour d’école, et la rue de Villers où la rangée de petites maisons qui s’y adossaient ont été démolies. La courtine porte encore les traces de son ancienne intégration dans les logements, fenêtre percées ou arches obturées.

- La « Tour Noire » : située derrière l’église Sainte-Catherine. La démolition de cette partie de l’enceinte date du XVIe siècle lors de l’aménagement de nouveaux bassins du port de Bruxelles reliés au canal. La tour, utilisée comme entrepôt, a été épargnée. Désaffectée, cachée par de nouvelles constructions, on finit par l’oublier pour la redécouvrir en 1887 à l’occasion de la démolition du quartier de la Vierge noire. Menacée de démolition, le conseil communal de la Ville de Bruxelles, sous l’impulsion des premiers défenseurs du patrimoine et du bourgmestre Charles Buls, vota sa restauration. L’architecte de la ville la transforma selon l’idée que l’on se faisait à l’époque de l’architecture médiévale, l’affublant d’une toiture conique surmontée d’une girouette.

- La tour d’angle ou « Tour Anneessens » : visible boulevard de l’Empereur, était la première tour voisine de la porte qui défendait la rue Haute, la Steenpoort qui servit ensuite de prison. Les arcs des fondations sont totalement dégagés du sol, ce qui la fait paraître plus haute qu’elle n’était à l’époque. Les démolitions pour la construction de la jonction Nord-Midi l’ont entièrement dégagée.

- La courtine du Treurenberg et la tour du Pléban : cette partie de l’enceinte qui entourait la collégiale Saints-Michel-et-Gudule est parfaitement conservée dans les jardins des maisons de la rue du Bois sauvage, derrière la cathédrale. Dans le jardin de la cure, la tour a été dégagée des murs plus récents qui la transformaient en cellier. Les cinq arcades restaurées sont encore connectées aux traces de la porte du Treurenberg, démolie en 1760[11].

Quant au grand pan de mur visible dans le hall d’un hôtel de la rue du Fossé aux Loups, il s’agit en fait d’une reconstruction plus proche de l’attraction touristique que du monument historique.

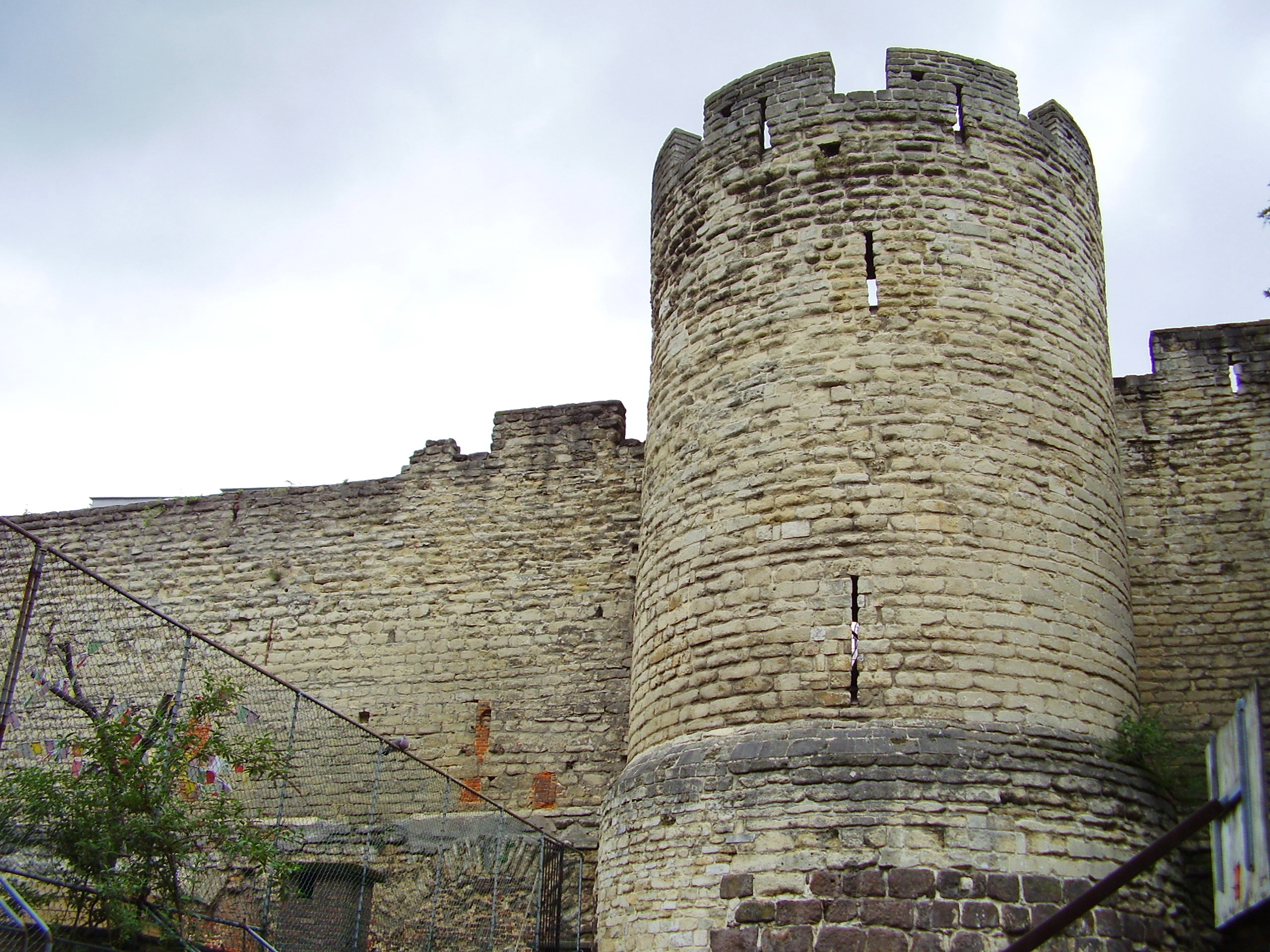
Courtine et tour de Villers (extra-muros).
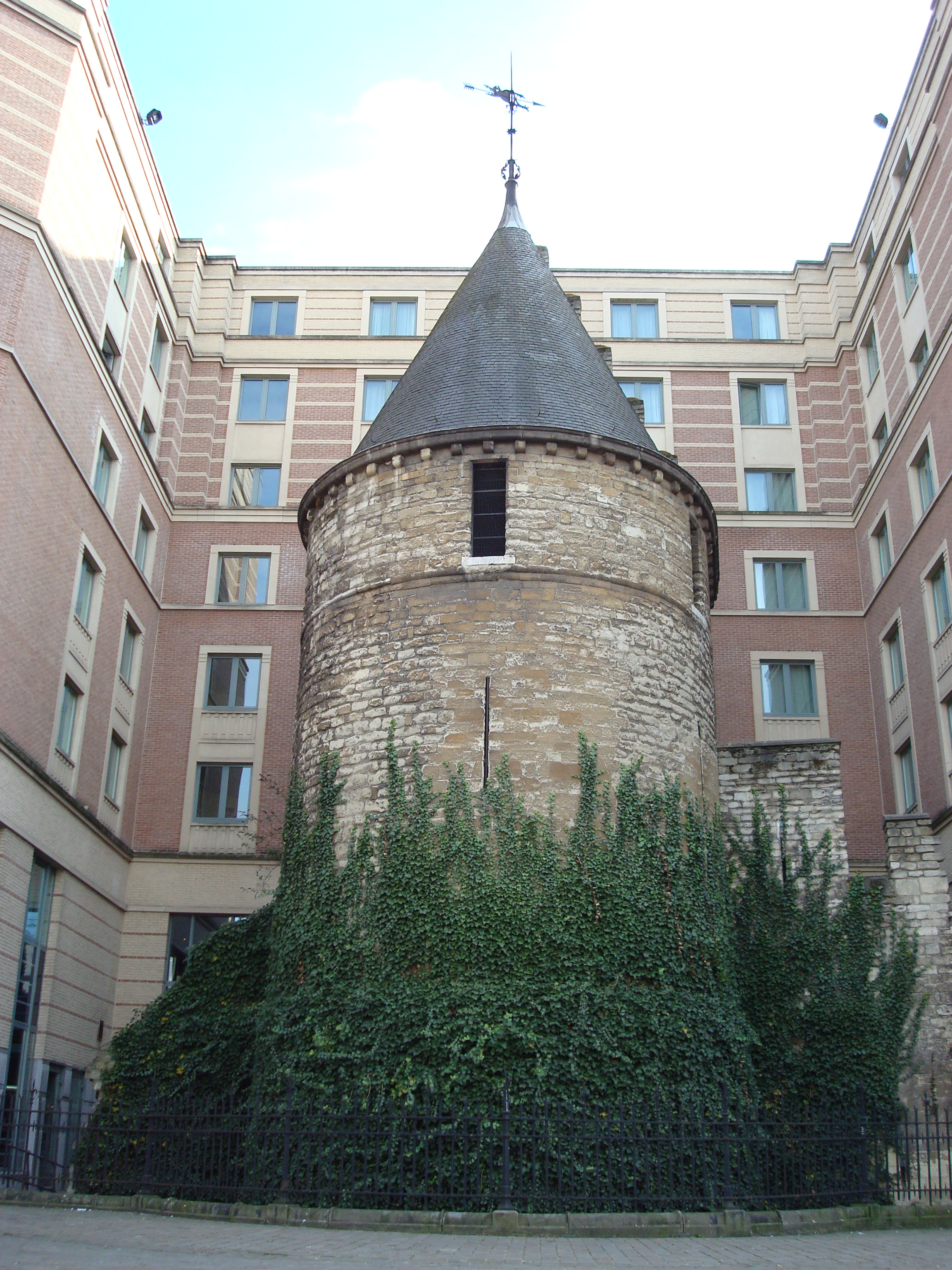
Tour Noire (extra-muros).
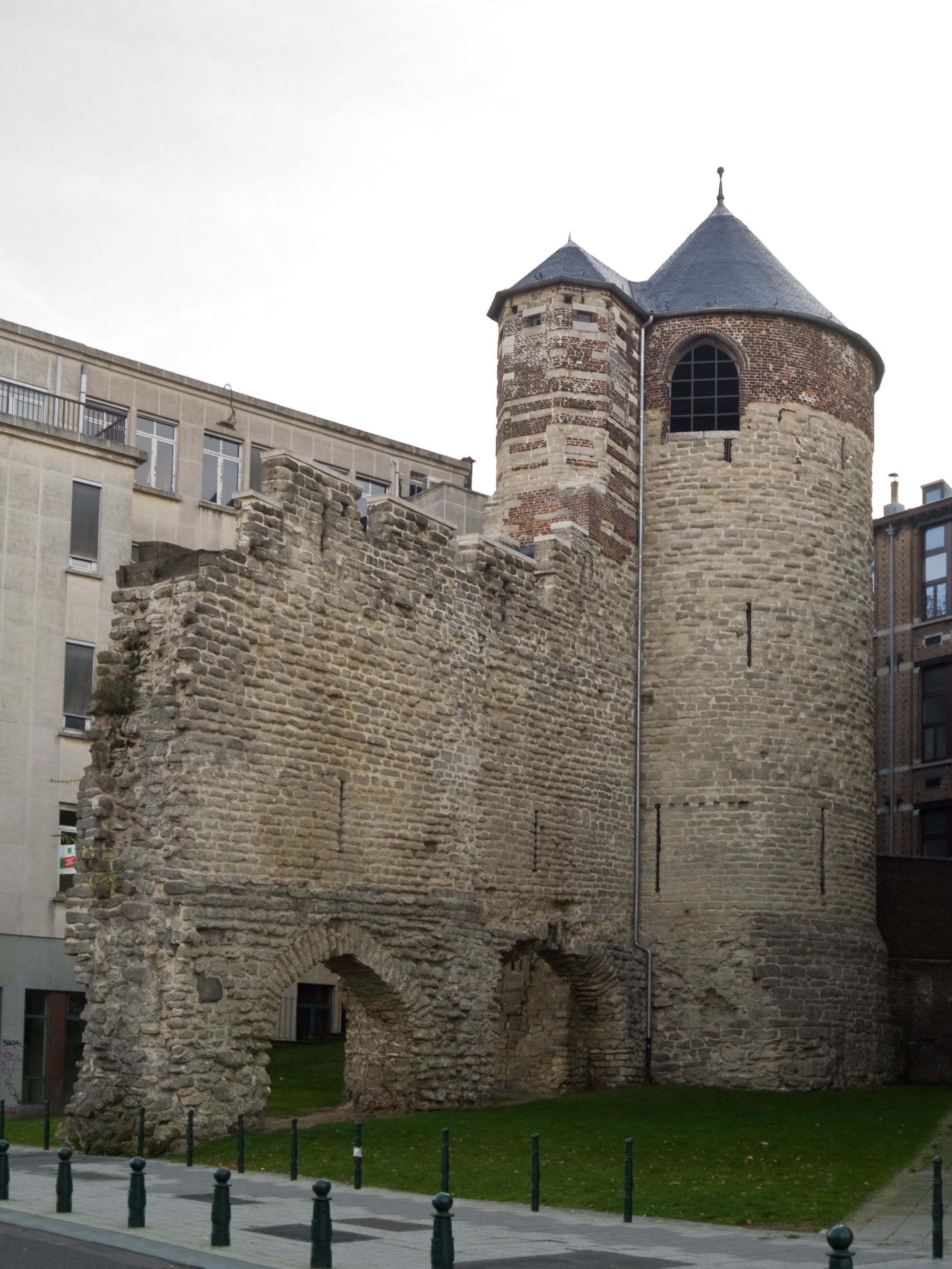
Tour Anneessens, dite aussi tour d'angle (extra-muros).
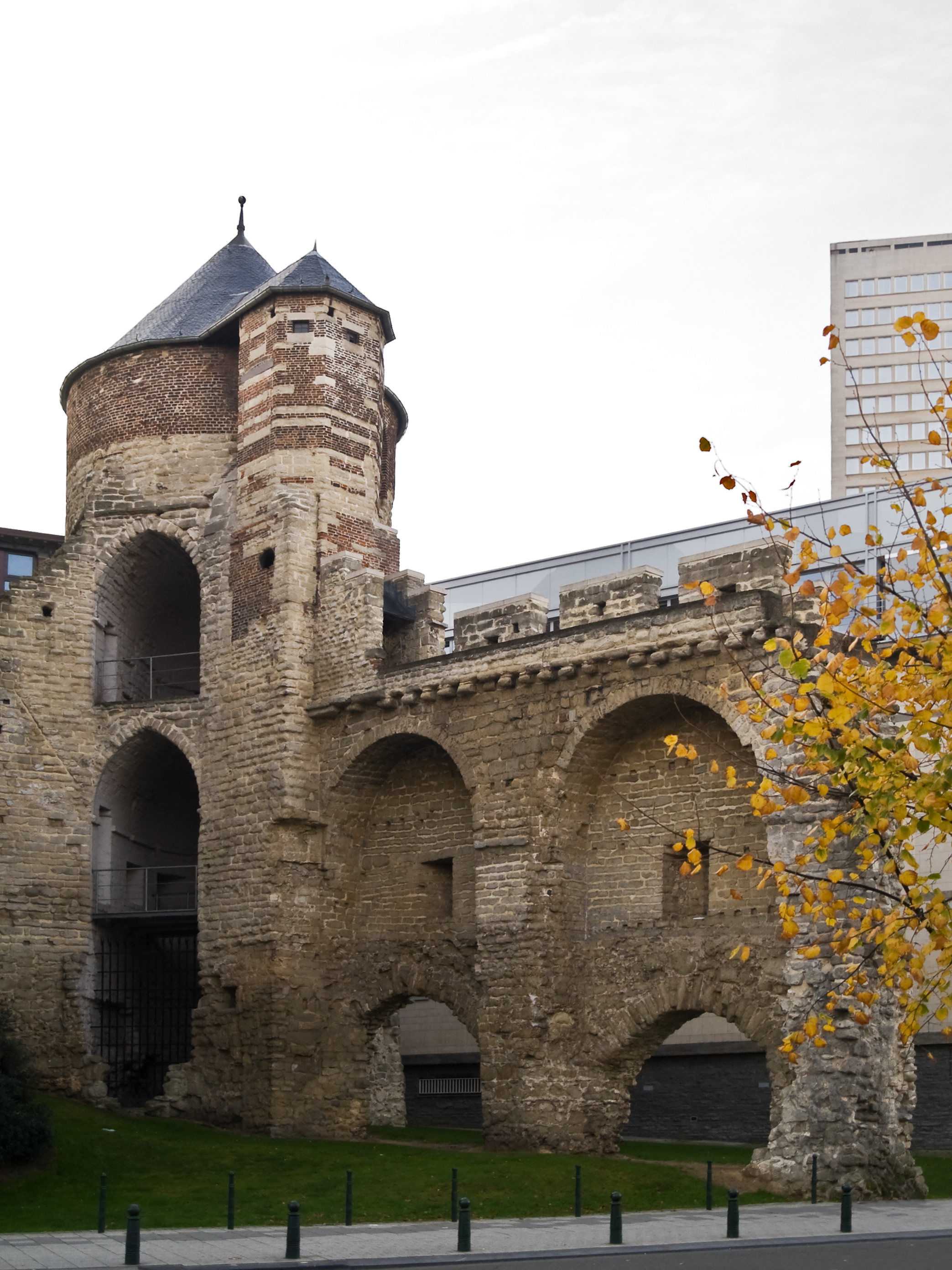
Tour Anneessens (intra-muros).
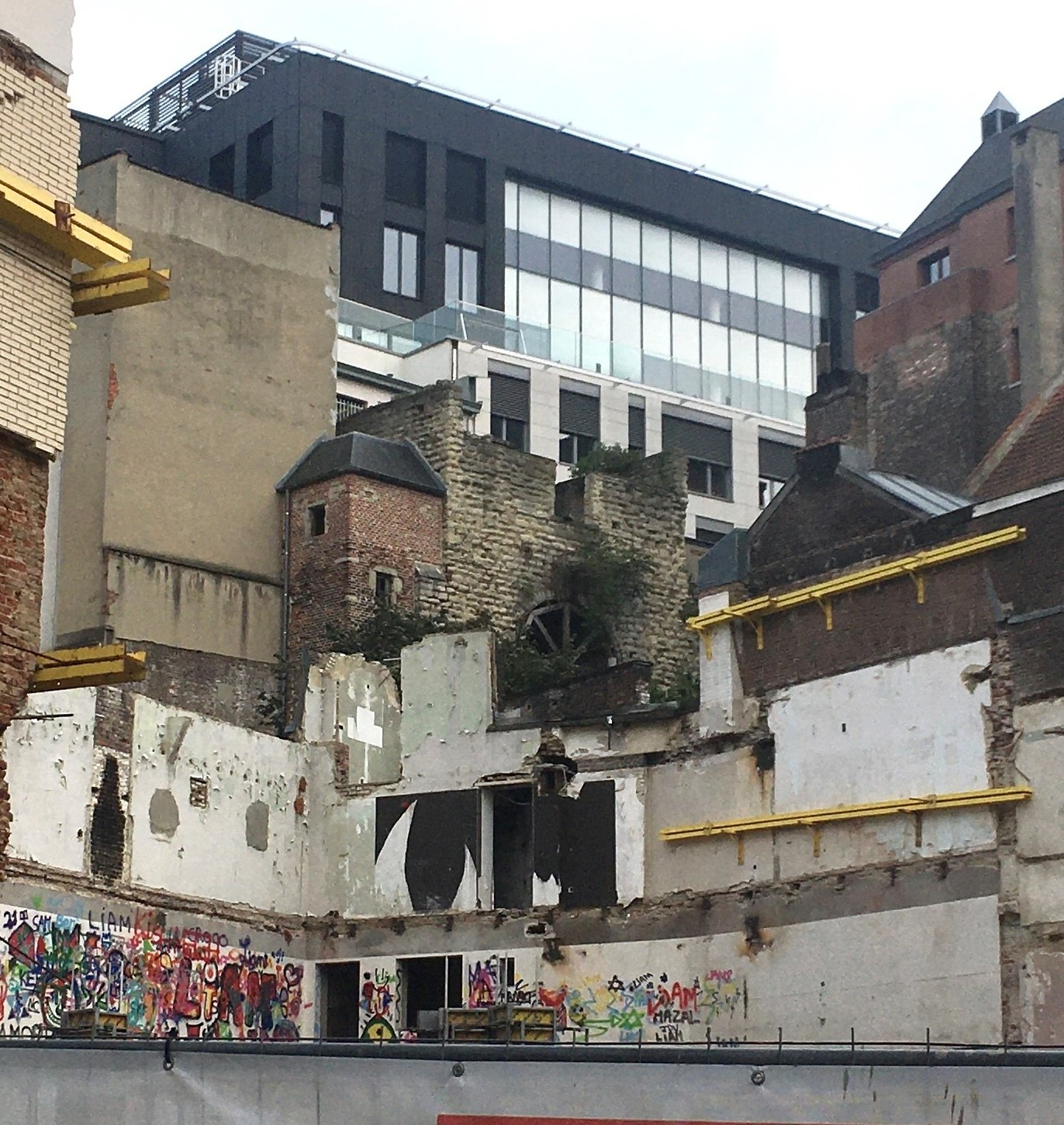
Tour du Pléban (intra-muros).